# Padilla mihaingo
Padilla mihaingo är en spindelart som beskrevs av Daniela Andriamalala 2007. Padilla mihaingo ingår i släktet Padilla och familjen hoppspindlar. Inga underarter finns listade i Catalogue of Life.